# Eros Medaglia
Eros Medaglia (Ramos Mejía, Buenos Aires, 7 de septiembre de 1994) es un futbolista argentino que juega como defensor.

## Trayectoria
Medaglia debutó con la camiseta de Vélez en el año 2013. En 2014 se mudó a San Miguel de Tucumán, para sumarse a Atlético Tucumán. Su estancia en el decano duró un año. En 2015 llegó a Guaraní Antonio Franco. En el equipo misionero disputó una temporada. En 2016 llegó a Gimnasia de Mendoza, donde tuvo un breve paso. Para la temporada 2016/17 pasó a Atlético Rafaela. Con la crema jugó el Campeonato 2016/17. En 2018 se unió a San Miguel, donde jugó un año. Tuvo su primera experiencia en el extranjero, cuando en 2019 se mudó a Europa para jugar en Excelsior Virton. Luego de su paso por el club belga llegó a Buccino Volcei. En el equipo italiano jugó hasta 2021. En 2021 pasó a Napoli United, donde jugó hasta 2022.En 2023 volvió a Argentina, para sumarse a Defensores de Belgrano. Con el equipo porteño llegó hasta octavos de final por el segundo ascenso a Primera División, donde cayó ante Atlético Rafaela.En 2024 regresó a Italia, para jugar en Scafatese.En 2025 se unió a Ossese.

## Clubes
| Club                   | País      |
| ---------------------- | --------- |
| Vélez                  | Argentina |
| Atlético Tucumán       | Argentina |
| Guaraní Antonio Franco | Argentina |
| Gimnasia               | Argentina |
| Atlético Rafaela       | Argentina |
| San Miguel             | Argentina |
| Excelsior Virton       | Bélgica   |
| Buccino Volcei         | Italia    |
| Napoli United          | Italia    |
| Defensores de Belgrano | Argentina |
| Scafatese              | Italia    |
| Ossese                 | Italia    |